# La extraordinaria paradoja del Sonido Quijano
La extraordinaria paradoja del Sonido Quijano es el segundo álbum de estudio del grupo español Café Quijano. Salió a la venta en el mercado español en 1999. El CD contiene 10 canciones originales.

## Lista de canciones
Edición original (1999)
| N.º | Título                | Duración |
| --- | --------------------- | -------- |
| 1   | La Lola               | 3:16     |
| 2   | Sangre negra          | 3:35     |
| 3   | Hablando a un cristal | 3:23     |
| 4   | El perdido            | 3:03     |
| 5   | Morenita              | 3:18     |
| 6   | Falsas promesas       | 4:09     |
| 7   | Vete de mí            | 2:47     |
| 8   | Los locos             | 3:31     |
| 9   | Lágrimas de miel      | 3:29     |
| 10  | En algún rincón       | 4:05     |

Edición ampliada (2000)
| N.º | Título                | Duración |
| --- | --------------------- | -------- |
| 1   | La Lola               | 3:16     |
| 2   | Sangre negra          | 3:35     |
| 3   | Hablando a un cristal | 3:23     |
| 4   | De sol a sol          | 3:35     |
| 5   | El perdido            | 3:03     |
| 6   | Morenita              | 3:18     |
| 7   | Falsas promesas       | 4:09     |
| 8   | Vete de mí            | 2:47     |
| 9   | Los locos             | 3:31     |
| 10  | Lágrimas de miel      | 3:29     |
| 11  | En algún rincón       | 4:05     |

- Datos: Q5966626